# Hjerkinn
Hjerkinn (gammal stavning: Jerkind) är ett samhälle i Dovre kommun i Innlandet fylkei Norge. Orten är en av Norges torraste platser med i genomsnitt 222 mm nederbörd om året.
Hjerkinns station är Dovrebanens högst belägna station (1 017 meter över havet). Hjerkinn ligger vid Europaväg 6. Hjerkinns flygplats ligger omkring fem kilometer från Hjerkinn i riktning mot Folldal. Orten har bussförbindelse längs fylkesväg 29 med Folldal och Alvdal i Østerdalen.
Folldal Gruver bedrev gruvdrift på Tverrfjellet till 1993. Det norska försvaret hade i närheten övningsfältet Hjerkinns skjutfält.

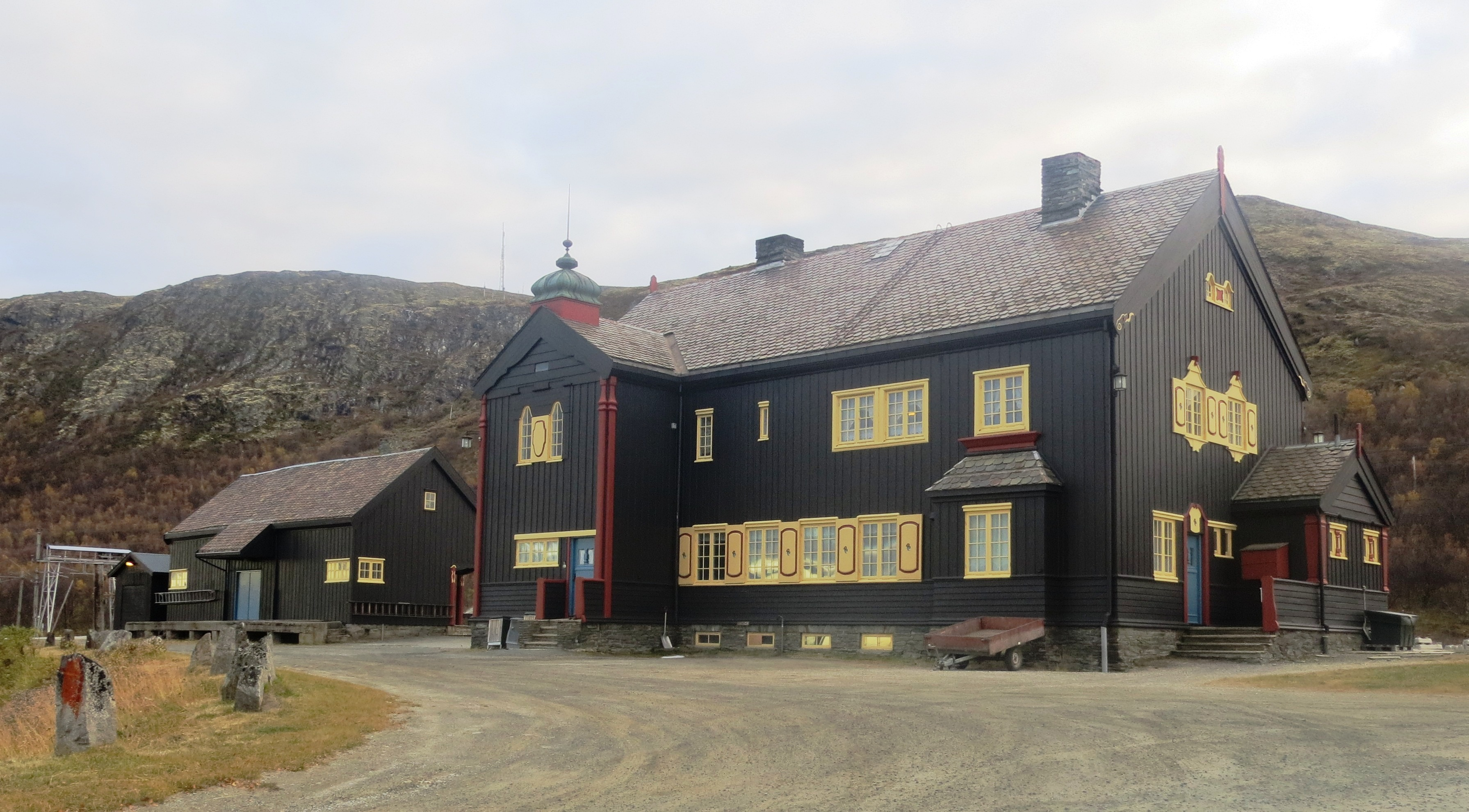
Hjerkinns station.